# レトルト食品
レトルト食品（レトルトしょくひん）は、気密性及び遮光性を有する容器で密封し、加圧加熱殺菌を施した食品である。広義には缶詰も含まれる。食品業界では加圧加熱殺菌食品全般を指す。なお加圧加熱処理（装置）をレトルトと呼ぶ。
レトルトパウチ食品とは、特に袋状の容器に密封したものを指す。日本ではこれを「レトルト食品」と呼ぶことも広く定着している。本項ではレトルトパウチ食品について説明する。
なお、レトルトパウチ（食品）は英語でも retort pouch (foods) と呼ばれるため、和製英語ではない。また、同じ意味で boil-in-bag (foods) が使われる。語源はオランダ語で「加圧過熱殺菌をする釜」を指すことばである。

## 定義
日本では「レトルトパウチ食品品質表示基準」（平成12年12月19日農林水産省告示第1680号）によって、「レトルトパウチ食品」について「プラスチックフィルム若しくは金属はく又はこれらを多層に合わせたものを袋状その他の形に成形した容器（気密性及び遮光性を有するものに限る。）に調製した食品を詰め、熱溶融により密封し、加圧加熱殺菌したもの」と定義されている。

## 起源

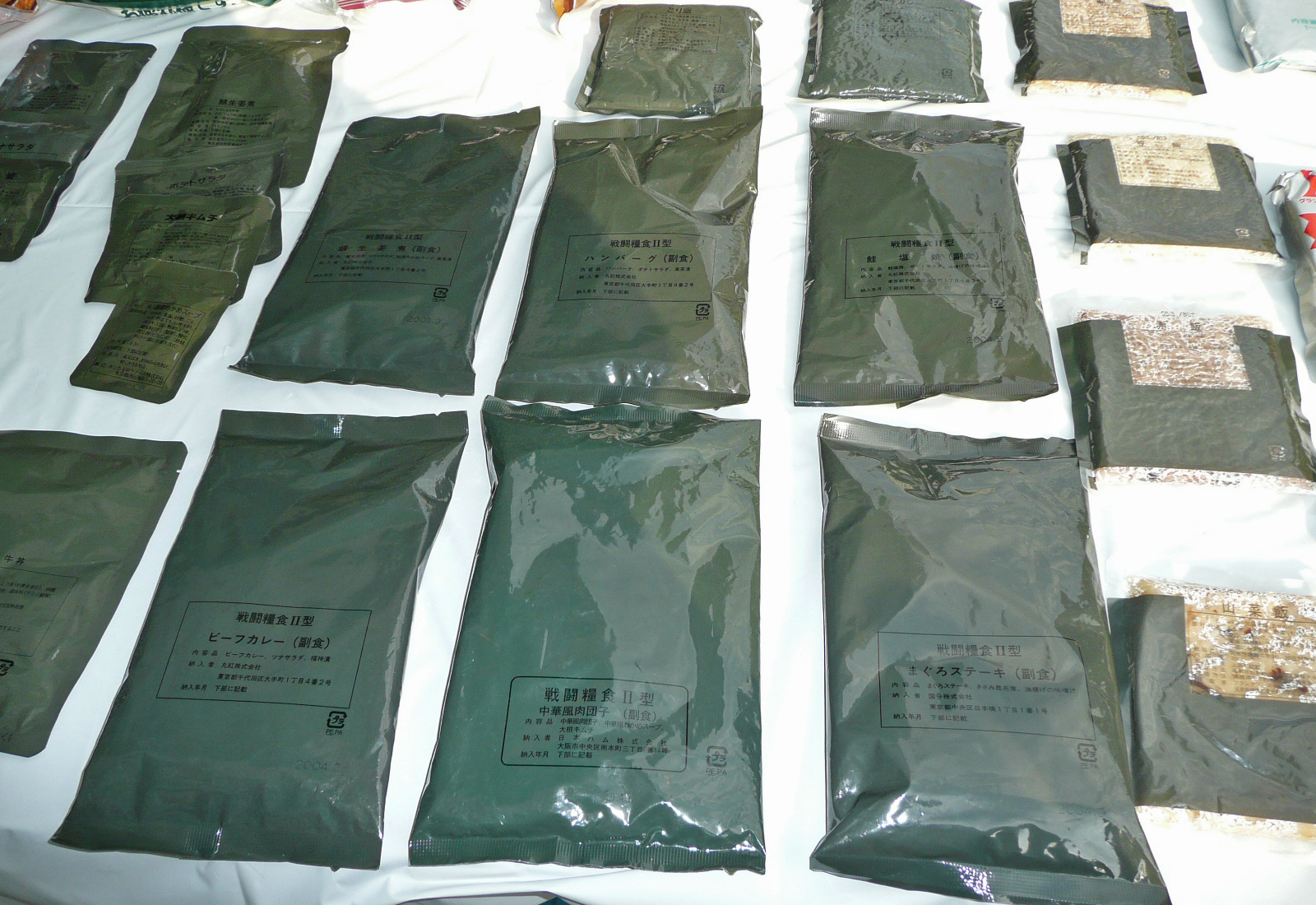
陸上自衛隊のレトルトパウチ型野戦糧食、戦闘糧食II型

レトルトパウチ食品は、1950年代アメリカ陸軍補給部隊研究開発局が缶詰にかわる軍用携帯食として開発したのが始めである。大量の兵士らに食糧補給を実現するため缶詰の重さや空缶処理の問題を改善するのが狙いであった。その後、1960年代アポロ計画で宇宙食に採用されたことで多くの食品メーカーに注目される。しかし、アメリカでは当時既に一般家庭に冷凍冷蔵庫が普及しており、各種の冷凍食品が発売されていたことからまったく普及しなかった（パッケージの貼り合わせに接着剤を用いているため、アメリカ食品医薬品局より認可が下りなかったのも原因の一つである）。
一方日本では、当時は冷凍冷蔵庫の普及が遅れていたため、常温で流通・保存できる缶詰に替わる新しい加工食品として期待がかけられた。1968年（昭和43年）2月に大塚食品工業（現・大塚食品）より、世界初の一般向けレトルト食品（レトルトカレー）として「ボンカレー」が、地域限定ではあるが発売された。翌1969年（昭和44年）4月には、パッケージングを改良したうえで全国発売されている。ボンカレー発売当時の宣伝文句は「3分温めるだけですぐ食べられる」で、この言葉からも分かるように保存性よりも簡便性を前面に打ち出しており、インスタント食品の一種として普及していった。
なお、数多くのレトルト食品が販売されるようになってからも、売上高の3分の1以上はレトルトカレーで占められている。カレーには多くのスパイスが使われており、レトルト臭と呼ばれる加熱不快臭が発生しても食感に影響しにくいためである。

## 軍隊・自衛隊での採用
本来の目的であった軍用糧食としては、アメリカ軍と自衛隊では広く利用されているが、缶詰に比べて長期保存性に劣ることや衝撃や破損に弱いといった欠点がある。また、野戦用の携行食としては「パッケージを直火で温めることができない（沸かした水で湯煎するか化学加温剤が必要）」という難点もあるため、軍用携行食としては世界的に見てそれほど普及はしていない。
自衛隊でもレトルトパウチと缶詰の携行食が併用されていたが、2016年（平成28年）に陸上自衛隊が戦闘糧食を従来の缶詰タイプ（戦闘糧食I型）からレトルトパックタイプ（戦闘糧食II型）へ全面的に切り替えることを決めた。これはレトルトパウチの耐久性が向上し、缶詰のI型と同等の運用ができると判断されたためである。缶詰タイプは同年度限りで陸自への納入が終了した。

## パッケージング

### レトルトパウチ
レトルト食品を封入している袋のことを、レトルトパウチ（以下、パウチと略す）と呼ぶ。パウチは、一般的に食品側にはポリプロピレン、外側にはポリエステル (PET) といった合成樹脂やアルミ箔を積層加工（ラミネート加工）したフィルムでできている。空気や水分、光を遮断し、内部の食品を密閉するための工夫である。
食品表示としては、遮光性の素材を使用したパウチ袋を使用しないと、「レトルトパウチ食品」とは表記できない。遮光性のないパウチ袋の製品は、「加圧加熱食品」と表記する。

### 容器の種類
平袋
封筒状の平たい袋。
紙箱に入った形で販売されることが多く、カレーや牛丼などに利用されている。
スタンディングパウチ
底が広がるように工夫された袋で、紙箱に入れる必要がなく、そのまま棚に立てて陳列できる。
コスト削減を重視したプライベートブランド商品やシチューなどに利用されている。
成形容器
弁当箱状のプラスチック容器の上面にフィルムを貼り、密閉している。
レトルト米飯などに利用されている。

## 加圧加熱殺菌
原則として、容器内部の食品中央部において120℃で4分間、またはそれと同等の熱がかかる状態に加圧加熱して殺菌する（内容物によっては温度・時間は調整される）。これにより、一般的な食中毒細菌の中で最も耐熱性の高いボツリヌス菌を殺菌できるとされる。ただし、より耐熱性の高い菌は存在するので、無菌となるわけではない。長期に保存すると食品の風味を損なうなどの経年劣化は完全には抑制できない。
業界内では、殺菌効力を表す数値F値（120℃1分で、F値=1）で、通常、F値が5 - 10程度の殺菌が加えられている。

## 調理方法
従来のレトルトパウチ食品における調理は、湯煎（沸騰した湯に数分程度浸して加温する）を用いるか、内容物を食器に移し替え、電子レンジで加熱する方法が一般的な調理方法（無論、内容物を取り出し、フライパンや鍋などで温める方法もある）として記載されている。特に包装材にアルミニウムが使用されているものは、袋のまま電子レンジを使用することはできない。
しかし、近年では電子レンジに対応したレトルトパウチ食品が一般化している。包装材にアルミニウムなどの金属類を使用せず、袋内で発生した水蒸気を抜き取る蒸気抜き機構（通常時や湯煎調理時には密閉を保つ）を持ち、耐熱性・保存性に優れた特殊フィルム素材が開発されたことで実現した。また、保存期間の短さがネックになっていたが、1年以上保存が可能な商品も開発されている。

## 代表的なレトルト食品
- カレー（レトルトカレー） … レトルト食品の販売量の三分の一を占める。
- シチュー
- スープ
- 粥
- パスタソース
- 丼物の具
- 米飯（レトルト米飯）
- ハンバーグ
- ミートボール